# Al-Ashraf Musa, Emiro di Damasco
Al-Ashraf Musa Abu'l-Fath al-Muzaffar ad-Din (1178 – 27 agosto 1237) fu emiro di Damasco e sovrano degli Ayyubidi.

## Biografia
Figlio del Sultano al-Adil I, al-Ashraf fu posto da suo padre ad Harrab nel 1201 come governatore di Giazira. Morto suo fratello al-Mu'azzam nel 1227, al-Ashraf ebbe una richiesta d'aiuto dal nipote An-Nasir Dawud, figlio di al-Muazzam, per opporsi ad al-Kamil d'Egitto. Invece, Al-Ashraf ed Al-Kamil si accordarono per dividersi tra loro le terre del nipote. Al-Ashraf prese Damasco nel giugno del 1229, prendendo controllo della città, e l'anno successivo prese Baalbek, cedendo in cambio le terre in Mesopotamia ad al-Kamil riconoscendone la sua supremazia, mentre an-Nasir dovette accontentarsi dei suoi possedimenti di un principato centrato Kerak, nella Transgiordania. Alcuni anni dopo al-Ashraf iniziò a rifiutare l'autorità del fratello, e nel 1237 si alleò con Kayqubad I, sultano dei selghiucidi di Rum, e con vari altri principi ayyubidi in Siria, contro al-Kamil. Kayqubad morì però nei primi tempi estivi di quell'anno, e al-Ashraf in persona morì il 27 agosto dello stesso anno, segnando la fine dell'alleanza.
Ad A-Ashraf succedette a Damasco il suo fratello minore, as-Salih Ismail.